# Aldeia de Paio Pires
Aldeia de Paio Pires é uma povoação portuguesa do Município do Seixal, fundada em 1802, que foi sede da extinta Freguesia de Aldeia de Paio Pires, freguesia que tinha 12,14 km² de área e 13 258 habitantes (2011), e, por isso, uma densidade populacional de 1 092,1 hab./km².
A Freguesia de Aldeia de Paio Pires foi extinta em 2013 e agregada às freguesias de Arrentela e Seixal, criando a União das Freguesias do Seixal, Arrentela e Aldeia de Paio Pires.
Fazem parte desta antiga freguesia as seguintes localidades: Casal do Marco, Farinheiras, Alto dos Bonecos, Seixeira e Alto do Brejo
É conhecida pela Siderurgia Nacional, que originou o crescimento populacional na década de 70. Actualmente parte da Siderurgia encontra-se desactivada, apenas tratando do processo de destruição de viaturas. 

## Toponímia
O seu nome tem origem no nome do grande conquistador medieval Paio Peres Correia, um guerreiro do século XIII que se notabilizou na chamada reconquista batalhando contra os árabes. Como era habitual naqueles tempos, a recompensa pelos serviços prestados à pátria ou ao rei concretizavam-se na doação de terras. Deste modo, os terrenos que ocupavam sensivelmente a área actual da freguesia foram parar às mãos daquele militar. A evolução linguística encarregou-se do resto fazendo com que o Peres de outrora chegasse a Pires nos nossos dias. Existe uma estátua em sua homenagem no centro da freguesia.
Foi Paio Peres Correia quem, no século XIII, mandou construir uma singela ermida em honra de Nossa Senhora da Anunciada. Os anos passaram, a história foi dando as suas voltas, até que em 26 de Setembro de 1802 foi instituída a Paróquia de Nossa Senhora da Anunciada. 
Do ponto de vista administrativo, as atribuições da freguesia surgem alguns anos mais tarde. As primeiras actas atestam o labor da então Junta de Paróquia da Aldeia de Paio Pires, que datam de Janeiro de 1837. Daí até à actual Junta de Freguesia de Paio Pires foi um processo evolutivo. De acordo com dados da época, Paio Pires era aldeia de quintas e jardins, pomares e vinhais, que gozava de uma quietude rural até à instalação da Siderurgia Nacional. Em tempos era recomendada para a recuperação de doenças pulmonares pela excelência do seu clima.

## Descrição
Prevê-se que dentro de poucos anos vá receber o Metro Sul do Tejo que irá igualmente fazer-se passar pela Siderurgia Nacional-Longos, onde irá ser construído um enorme e polivalente bairro-social, com apartamentos, parques e equipamentos sócio-culturais. Passará ainda pela freguesia nas Farinheiras, Paio Pires Centro…
Paio Pires também é bastante conhecida devido as largadas de toiros que se realizam por altura das Festas Populares no início de Agosto, onde são largados touros pela avenida, com direito a aventura gratuita. Nestas alturas atrai muitos turistas vindos de Portugal e Espanha. Além dos toiros, colectividades não faltam, como o Paio Pires Futebol Clube onde são realizadas actividades futebolísticas que são presenciadas pelas televisões portuguesas tal é o caso da "Liga dos Últimos". 
Na Aldeia foram realizadas no passado grandes touradas na Praça de Touros que esteve desactivada durante vários anos devido a grave degradação, após várias tentativas por parte da Comissão Taurina de Paio Pires foi anunciado em 2016 a sua reconstrução com o apoio da Câmara Municipal do Seixal e do Paio Pires Futebol Clube, a reinauguração foi feita durante as Festas Populares de Paio Pires de 2018 com um concerto do Camané e uma corrida de touros alguns dias depois. 
O Cinema de São Vicente é dos grandes equipamentos sócio-culturais em Paio Pires onde se realizam várias conferências, festivais, peças de teatro entre outros. 
A Sociedade Musical 5 de Outubro é uma coletividade da Aldeia onde existem várias aulas como música, danças de salão, aulas de música, hip-hop, xadrez, ginástica, desportos de auto-defesa entre outros. A SM5O teve desde a sua fundação (5/10/1888) uma banda musical bastante conceituada na região e também a nível nacional,  a banda com cerca de 125 anos foi extinta em 2014 por falta de orçamento mas voltou a surgir em 2018.  
Existe no Centro de Paio Pires um antigo Coreto onde se realizavam grandes bailes que atraíam vários visitantes do concelho do Seixal e concelhos vizinhos, durante vários anos o Coreto foi deixado ao abandono mas em 2018 foi recuperado e reinaugurado nas comemorações do 25 Abril de 1974.

## População
| População da freguesia de Aldeia de Paio Pires | População da freguesia de Aldeia de Paio Pires | População da freguesia de Aldeia de Paio Pires | População da freguesia de Aldeia de Paio Pires | População da freguesia de Aldeia de Paio Pires | População da freguesia de Aldeia de Paio Pires | População da freguesia de Aldeia de Paio Pires | População da freguesia de Aldeia de Paio Pires | População da freguesia de Aldeia de Paio Pires | População da freguesia de Aldeia de Paio Pires | População da freguesia de Aldeia de Paio Pires | População da freguesia de Aldeia de Paio Pires | População da freguesia de Aldeia de Paio Pires | População da freguesia de Aldeia de Paio Pires | População da freguesia de Aldeia de Paio Pires |
| ---------------------------------------------- | ---------------------------------------------- | ---------------------------------------------- | ---------------------------------------------- | ---------------------------------------------- | ---------------------------------------------- | ---------------------------------------------- | ---------------------------------------------- | ---------------------------------------------- | ---------------------------------------------- | ---------------------------------------------- | ---------------------------------------------- | ---------------------------------------------- | ---------------------------------------------- | ---------------------------------------------- |
| 1864                                           | 1878                                           | 1890                                           | 1900                                           | 1911                                           | 1920                                           | 1930                                           | 1940                                           | 1950                                           | 1960                                           | 1970                                           | 1981                                           | 1991                                           | 2001                                           | 2011                                           |
| 948                                            | 891                                            | 824                                            | 956                                            | 1 130                                          | 1 335                                          | 1 396                                          | 1 939                                          | 2 210                                          | 3 683                                          | 5 602                                          | 7 208                                          | 8 169                                          | 10 937                                         | 13 258                                         |

Com lugares desta freguesia foi criada em 1993 a freguesia de Fernão Ferro
| Distribuição da População por Grupos Etários | Distribuição da População por Grupos Etários | Distribuição da População por Grupos Etários | Distribuição da População por Grupos Etários | Distribuição da População por Grupos Etários | Distribuição da População por Grupos Etários | Distribuição da População por Grupos Etários | Distribuição da População por Grupos Etários | Distribuição da População por Grupos Etários | Distribuição da População por Grupos Etários |
| -------------------------------------------- | -------------------------------------------- | -------------------------------------------- | -------------------------------------------- | -------------------------------------------- | -------------------------------------------- | -------------------------------------------- | -------------------------------------------- | -------------------------------------------- | -------------------------------------------- |
| Ano                                          | 0-14 Anos                                    | 15-24 Anos                                   | 25-64 Anos                                   | > 65 Anos                                    |                                              | 0-14 Anos                                    | 15-24 Anos                                   | 25-64 Anos                                   | > 65 Anos                                    |
| 2001                                         | 1 908                                        | 1 607                                        | 6 287                                        | 1 135                                        |                                              | 17,4%                                        | 14,7%                                        | 57,5%                                        | 10,4%                                        |
| 2011                                         | 2 579                                        | 1 325                                        | 7 837                                        | 1 517                                        |                                              | 19,5%                                        | 10,0%                                        | 59,1%                                        | 11,4%                                        |

Média do País no censo de 2001:  0/14 Anos-16,0%; 15/24 Anos-14,3%; 25/64 Anos-53,4%; 65 e mais Anos-16,4%
Média do País no censo de 2011:   0/14 Anos-14,9%; 15/24 Anos-10,9%; 25/64 Anos-55,2%; 65 e mais Anos-19,0%

## Património
- Moinho do Zemoto ou Moinho do Zeimoto
- Moinho da Quinta da Palmeira
- Quinta do Pinhalzinho (Lagar de Azeite do Pinhalzinho)

## Festas Populares
As Festas Populares da Aldeia de Paio Pires em honra da padroeira, Nossa Senhora da Anunciada, ocorrem todos os anos durante 5 dias terminando sempre no primeiro Domingo de Agosto.
Considerada uma das melhores festas do distrito de Setúbal, atrai inúmeros turistas não só de Portugal mas também de Espanha.
A festa tem como momento alto as Largadas de touros pelas ruas da Aldeia de Paio Pires que se realizam todas as noites durante as festas entre 00h às 02h da madrugada.
A festa conta também com um Festival de Folclore que leva até a Aldeia ranchos de todos os cantos de Portugal. 
Pelas Festas já passaram vários artistas portugueses como Da Vinci, Xutos e Pontapés, Toy, Rosinha, Diamantina, Romana entre outros. 
Na Avenida onde são realizadas as largadas existe outros eventos culturais durante as festas como a charanga, cavalhadas e a noite da sardinha assada onde é oferecido pela Comissão Taurina de Paio Pires e Junta de Freguesia da Aldeia de Paio Pires a todos os visitantes sardinhas, pão e vinho.
No último dia das festas é realizada uma procissão durante a tarde em honra de Nossa Senhora da Anunciada, no qual o percurso é decorado pela população com arraiais nas ruas e flores pelo chão, a procissão conta todos os anos com a fanfarra dos Bombeiros do Seixal e com a banda filarmónica da Sociedade Musical 5 de Outubro, o andor da N. Sra. Da Anunciada é sempre transportado por homens da Marinha Portuguesa que prestam homenagem a mesma. A meio da procissão a população homenageia a sua padroeira com um cântico antigo em homenagem a mesma. 